# 王遠杰
王遠杰（1996年2月21日—），藝名歪歪，香港商業電台叱咤903節目主持及填詞人。現時於叱咤903主持《那天我走上了歪路》。

## 簡介
2006-2018年，王遠杰參與香港電台《玩玩星期天》節目，擔任小主持，中學加入羽毛球隊，參與多個比賽，高中修讀中國文學，在葵青聖公會林護紀念中學畢業後，2018年於香港中文大學取得新聞與傳播系學士學位，大學期間，遠赴美國華盛頓特區 美利堅大學交流。
2017年，擔任香港電台《有冇搞錯》嘉賓主持，2018起，加入香港商業電台叱咤903，首個主持節目為《歪常社會研究中心》，其後開始主持《歪之story》。

## 電台節目

### 播放中
- 《那天我走上了歪路》
  - 2020年3月2日起，逢星期六 17:00 - 18:00 播放
- 《早霸王》（節目助理）
  - 2018年10月27日起，逢星期一至五 10:00 - 12:00 播放

### 已結束播放
- 《玩玩星期天》
- 《有冇搞錯》
- 《歪常社會研究中心》
- 《歪之story》
- 《二人限聚》

## 填詞作品
- 徐嘉蔚 - 再見再不見
- 力臻 - 二人限聚
- 李芷君 - 轉個彎到
- Sinnie Ng - 失眠時我會呆望窗外等待你的來電
- 李俙嬈 - 一派謠言
- 陳曉東 - 蒼鷹與少年

## 外部連結
- 歪歪簡介 （页面存档备份，存于）
- 王遠杰的Facebook專頁
- 王遠杰的Instagram帳戶